# Archidiecezja Toledo
Archidiecezja Toledo (łac. Archidioecesis Toletana) – archidiecezja Kościoła rzymskokatolickiego w Hiszpanii. Jest główną diecezją metropolii Toledo. Została erygowana w I w. W IV wieku została podniesiona do rangi metropolii.
Z archidiecezją Toledo jest związany tytuł Prymasa Hiszpanii.